# نرجسية جماعية
النرجسية الجماعية هو نوع من أنواع النرجسية التي يحس بها فرد تجاه مجموعة أو جماعة يشارك بها شخصيا. في حين أن التعريف المعتاد للنرجسية تركز على حب الفرد لذاته، فإن النرجسية الجماعية توصف نفس الإحساس الذي يحس به فرد لكن تجاه الجماعة، والتي تعدّ في هذه الحالة كيان نرجسي. يمكن ربط النرجسية الجماعية بالنعرة العرقية، إلا أنه يمكن للنرجسية الجماعية أن تكون تجاه جماعة خارج المستوى العرقي أو الثقافي. يعتقد بعض العلماء أن النرجسية على مستوى المجموعة هي امتدادا للنرجسية الفردية، بينما يعتقد أخرون أن الاثنين مستقلين تماما.

## التسمية
كان فرويد أول من استعمل المصطلح عام 1922 حين تناول موضوع علم نفس الجماعة فيما عرف لاحقا بـ«نظرية فرويد حول نرجسية الجماعة». ترجم إلى العربية من المصطلح Collective Narcissim الإنكليزي. ويمكن استعمال مرادفات أخرى مثل: «النرجسية تجاه الجماعة» أو «نرجسية المجموعة» أو «حب ذات الجماعة».

## أمثلة
- اليهود الذين يعتقدون انهم شعب الله المختار وباقى الامم هم مغضوب عليهم من يهوه.
- النازيون الذين يعتقدون ان الالمان هم سلالة الشعوب الآرية المتفوقة.
- عنصرية بيض جنوب أفريقيا.
- بعض مشجعي الفرق الرياضية.

## اقرأ أيضا
- كيانية
- تعاون
- تضافر
- ميسر
- سلوكية الجماعة
- سلم كوغ
- العلاقات بين الأشخاص
- إجراءات صيانة
- مناخ المنظمة
- تجانس خارج المجموعة
- تنزيل قرار
- تواصل المجموعات الصغيرة
- ضبط اجتماعي
- تعلم يعتمد على الفريق
- دينامية الجماعة